# 刘家河站
刘家河站位于辽宁省丹东市凤城市刘家河乡，为沈丹铁路上的一个火车站。建于1904年。
距离沈阳站176公里，丹东站101公里，隶属沈阳铁路局管辖。现为四等站。

## 周边
- 刘家河村
- 刘家河镇中心小学
- 沈丹高速

## 历史
- 1904年 - 刘家河站建成启用。

1. ↑  铁道部电子计算技术中心, 铁道部运输局. . 北京: 中国铁道出版社. 1998: 134. ISBN 9787113030995.